# فرودگاه صحرایی ارتشی مک‌کوک
فرودگاه صحرایی ارتشی مک‌کوک (به انگلیسی: McCook Army Airfield) یک فرودگاه نظامی است که یک باند فرود بتن دارد و طول باند آن ۲۲۸۶ متر است. این فرودگاه در کشور ایالات متحده آمریکا قرار دارد .